# Florjan Debenjak
Florjan Debenjak (tudi Florijan Debenjak), slovenski nogometaš in trener, * 1. marec 1969.
Debenjak je nekdanji profesionalni nogometaš, ki je igral na položaju branilca. Celotno svojo člansko kariero, med letoma 1988 in 2005, je igral za Gorico. Skupno je v prvi slovenski ligi odigral 311 tekem in dosegel 33 golov. S klubom je v sezoni 1995/96 osvojil naslov državnega prvaka, v sezonah 2000/01 in 2001/02 naslov pokalnega zmagovalca. Po končani karieri je deloval kot pomočnik trenerja Pavla Pinnija pri Gorici, leta 2017 pa je vodil Brda.